# Вікторіано Гісасола-Родрігес
Вікторіа́но Гісасо́ла-Родрі́гес (ісп. Victoriano Guisasola y Rodríguez; 11 серпня 1821, Ов'єдо — 20 січня 1888, Сантьяго-де-Компостела) — архієпископ Компостельський (1886—1888). Єпископ Теруельський (1874—1876) і Оріуельський (1881—1886). Народився в Ов'єдо, Іспанія. Титулярний єпископ Дорський (1876—1881). Сенатор Іспанії (1877, 1884—1885). Помер у Сантьяго-де-Компостелі, Іспанія.

## Біографія
- 11 серпня 1821: народився в Ов'єдо, Іспанія[2].
- 16 січня 1874: у віці 52 років призначений єпископом Теруельським[2].
- 24 січня 1875: у віці 53 років висвячений на єпископа Теруельського[2].
- 12 вересня 1876: у віці 55 років обраний титулярним єпископом Дорським[2].
- 28 травня 1877: у віці 55 років призначений прелатом Сьюдад-Реальським[2].
- 16 грудня 1881: у віці 60 років призначений єпископом Оріуельським[2].
- 10 червня 1886: у віці 64 років призначений архієпископом Компостельським[2].
- 20 січня 1888: у віці 66 років помер у Сантьяго-де-Компостелі, Іспанія[2].